# AL-процедура
AL-процедура — это процедура справедливого распределения объектов между двумя лицами. Процедура находит распределение подмножества объектов, при котором будет отсутствовать зависть. Более того, получающееся распределение эффективно по Парето в следующем смысле: нет другого распределения, в котором отсутствует зависть и которое лучше для одного лица и не хуже для любого другого.
AL-процедуру первыми опубликовали Брамс и Кламлер.
Позднее её обобщил Азиз для случая, когда агенты не смогут различить по значимости некоторые предметы.

## Предположения
AL-процедура выполнения следующих условий:
- Каждое лицо может расположить предметы от лучших до худших (то есть каждое лицо может предоставить строгое[3] отношение предпочтения на предметах).
- Каждое лицо имеет отношения предпочтения на наборах предметов, которое совместимо с адаптивным расширением[англ.] упорядочения предметов.

## Требования
НЕ предполагается, что лицо может указывать свои предпочтения на наборах предметов. Имеется много наборов и может оказаться трудной задачей составить полный список предпочтений на наборах предметов.
Поэтому процедура должна давать распределение, в котором нет зависти, для любого отношения предпочтения, которое согласуется с упорядочением предметов и слабой аддитивностью. Другими словами, процедура должна возвращать распределение, в котором обязательно не будет зависти (обязательно без зависти, ОБЗ-распределение, англ. necessarily envy-free, NEF).
Пусть двумя лицами будут Алиса и Джордж. Распределение является ОБЗ-распределением для Алисы, если инъекция f из предметов Джорджа в предметы Алисы, такая, что для каждого предмета x, полученного Джорджем, Алиса предпочитает предмет f(x) предмету x. Распределение является ОБЗ-распределением для Джорджа, если выполняется симметричное свойство. Распределение предметов является ОБЗ-распределением, если оно ОБЗ-распределение для обоих партнёров. Заметим, что в ОБЗ-распределении Алиса и Джордж получают одинаковое число предметов.
Пустое распределение, очевидно, является ОБЗ-распределением, но оно очень неэффективно. Поэтому мы ищем «лучшее» распределение среди всех ОБЗ-распределений. ОБЗ-распределение называется эффективным по Парето, если нет другого ОБЗ-распределения, которое лучше для одного предмета и хуже для другого.

## BT-процедура
В качестве введения введём следующую простую процедуру дележа:
- Разместим все предметы на столе.
- Пока имеются предметы на столе, делаем следующее:
  - Просим участников выбрать наиболее предпочтительный предмет из предметов на столе.
  - Если выбираются различные предметы, то даём каждому участнику выбранный предмет и продолжаем.
  - Если есть одинаковый выбор, помещаем выбранный предмет в «Спорную Кучу». Этот предмет не распределяется.

Эта процедура возвращает ОБЗ-распределение. Процедура очень проста, но не очень-то эффективна, поскольку большое число предметов будет отброшено в «Спорную Кучу». AL-процедура немного более сложна, но гарантирует, что «Спорная куча» никогда не больше кучи, получающейся в ВТ-процедуре, но может оказаться меньше.

## AL-процедура
AL-процедура работает аналогично BT-процедуре, но перед отправкой в «Спорную Кучу» процедура пытается отдать предмет одному участнику, в качестве компенсации отдать другому участнику другой предмет. Только когда такая компенсация не удаётся, предмет отправляется в «Спорную Кучу».
Например, пусть имеется четыре предмета (1, 2, 3, 4) и предпочтения участников следующие:
- Алиса: 1 > 2 > 3 > 4
- Джордж: 2 > 3 > 4 > 1

BT-процедура отдаёт предмет 1 Алисе и предмет 2 Джорджу, поскольку они наиболее желаемы и они различны. Теперь и Алиса, и Джордж выбирают предмет 3, так что он отбрасывается. Теперь оба выбирают предмет 4 и он тоже отбрасывается. Конечное распределение: Алиса{\displaystyle \leftarrow \{1\},}Джордж{\displaystyle \leftarrow \{2\}.}. Распределение является ОБЗ-распределением, но не эффективно по Парето.
AL-процедура также начинает с передачи предмета 1 Алисе и предмета 2 Джорджу. Теперь, вместо отбрасывания предмета 3, процедура передаёт его Алисе, а Джорджу для компенсации передаётся предмет 4. Конечное распределение: Алиса{\displaystyle \leftarrow \{1,3\},} Джордж{\displaystyle \leftarrow \{2,4\}.} Распределение является ОБЗ-распределением и эффективно по Парето.
Обе процедуры доступны для манипулирования — участник может получить дополнительную прибыль, указывая неправильные предпочтения. Однако такое манипулирование требует знания предпочтений партнёров, так что его трудно использовать на практике.

## AL-процедура с неотличимостью предметов
Оригинальная AL-процедура принципиально опирается на предположение, что упорядочение предметов строгое (нет неразличимых). Азиз обобщил эту процедуру до упорядочений общего вида с возможностью иметь неразличимые предметы.